# Alexander Iosifovich Ebralidze

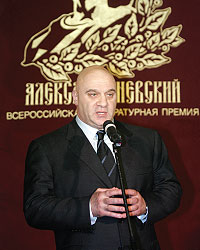
Fundador del Premio Histórico y Literario de toda Rusia "Alexander Iosifovich Ebralidze", director general de JSC "Talion", San Petersburgo" en la ceremonia de entrega de premios a los ganadores

Alexander Iosifovich Ebralidze (n. 20 de junio de 1955 en Batumi), empresario ruso de origen georgiano. Director general de Talion S. A., presidente de Congreso Mundial de los pueblos de Georgia. 

## Biografía
Desde la infancia practicaba activamente los deportes, en concreto, el boxeo y el halterismo. En 1971, después de haber terminado sus estudios en la escuela secundaria se trasladó a Rusia. 
Obtuvo la formación académica básica en historiografía en Universidad de Herzen. Segunda formación académica en las ciencias jurídicas la obtuvo en la Academia Jurídica de San Petersburgo.[cita requerida]
En el año 1992 fundó Talión S. A., empresa de la cual es director general. La sociedad se dedica a los negocios de desarrollo, hostelería, turismo y negocio editorial. Creó asimismo una empresa dedicada a la fabricación de los paneles LVL en la ciudad de Torzhok, región de Tver. 
Es fundador del premio nacional histórico-literario “Alexander Nevsky”, promotor y patrocinador del proyecto de levantamiento en el centro de San Petersburgo del monumento a Piotr Bagration.

## Actividad política
En 2009 fundó el Congreso Mundial de los pueblos de Georgia, en el comunicado oficial del cual se declara como objetivo la retirada de Georgia de la situación de crisis hacia el camino de desarrollo democrático estable.
Los miembros del Congreso expresan la valoración crítica de la actividad del presidente georgiano M. Saakashvili y hacen llamamiento para recuperar las relaciones amistosas con Rusia. Ebralidze dijo que comprendía la postura de Rusia respecto al reconocimiento de la independencia de Abjasia y Osetia del Sur, pero no la compartía. En el periódico «Versión» declaró: «Lo primero que haré siendo el presidente del estado de Georgia será la recuperación de la integridad territorial de nuestra Patria. Si no existe la integridad territorial o sea si no nos devuelven Abjasia y Samachablo, será una catástrofe para Georgia.»
En 2009 manifestó su deseo de entrar en la competición por el puesto del presidente de Georgia y subrayó la importancia de las relaciones de buena vecindad entre los pueblos de Rusia y Georgia.